# Пайское сельское поселение
Па́йское се́льское поселе́ние — муниципальное образование в Прионежском районе Республики Карелия Российской Федерации. Центр поселения — посёлок Пай.

## Население
| 2009 | 2010 | 2012 | 2013 | 2014 | 2015 | 2016 |
| ---- | ---- | ---- | ---- | ---- | ---- | ---- |
| 533  | ↘503 | ↘483 | ↘458 | ↘434 | ↘412 | ↘392 |
| 2017 | 2018 | 2019 | 2020 | 2021 | 2023 |      |
| ↘374 | →374 | ↘358 | ↘341 | ↗535 | ↘530 |      |

## Населённые пункты
В сельское поселение входят 2 населённых пункта:
| № | Населённый пункт | Тип населённого пункта | Население |
| - | ---------------- | ---------------------- | --------- |
| 1 | Пай              | посёлок                | ↘453      |
| 2 | Ревсельга        | деревня                | →5        |